# Altitude de densidade
A altitude de densidade é uma escala usada na aviação e determina a que altitude de densidade uma aeronave opera.
Assim, quanto maior for a temperatura, umidade, altitude e menor a pressão ao nível do mar (abaixo de 29,92 inHg (polHg), 760 mmHg ou 1013,25 hPa), maior é a altitude de densidade (para o mesmo local). Ou seja, para o mesmo local a altitude de densidade varia a todas as horas e faz com que a performance da aeronave mude. Por exemplo: um aeroporto situado ao nível do mar pode estar com uma grande altitude densidade em um dia muito quente e com pressão baixa. Neste dia será necessário que um avião - ao decolar - percorra mais pista.
Há uma escala (chamada comumente "envelope") no avião que nos dá a altitude de densidade para cada momento da decolagem.
No limite leva o piloto a tirar peso no avião ou a escolher uma pista com maior comprimento(maior TORA) ou simplesmente a não efetuar o voo naquelas condições.
A altitude de densidade 0 (Zero) corresponde a uma atmosfera padrão ao nível do mar (15 °C e 1013,25 de QNH). Ou seja, não há diferença entre a altitude do altímetro e a altitude verdadeira.